# Reptadeonella violacea
Reptadeonella violacea is een mosdiertjessoort uit de familie van de Adeonidae. De wetenschappelijke naam van de soort is voor het eerst geldig gepubliceerd in 1847 door Johnston.